# Lange Beine, kurze Lügen und ein Fünkchen Wahrheit …
Lange Beine, kurze Lügen und ein Fünkchen Wahrheit … (Originaltitel: Assassination of a High School President, alternativ: The Sophomore) ist eine US-amerikanische Filmkomödie aus dem Jahr 2008. Regie führte Brett Simon, das Drehbuch schrieben Tim Calpin und Kevin Jakubowski.

## Handlung
Bobby Funke besucht als Schüler im zweiten Jahr (also als Sophomore wie im Originaltitel) die katholische St. Donovan’s High School und ist wenig beliebt. Obwohl er davon überzeugt ist, ein begnadeter Autor zu sein, hat er bislang nicht einen einzigen Artikel für die Schülerzeitung fertiggestellt. Er träumt davon, an der Universität an einem Sommerprogramm für angehende Journalisten teilzunehmen. Die Schule wird von Rektor John T. Kirkpatrick geleitet, der als streng gilt und häufig von seinen Erlebnissen als Soldat erzählt.
Clara, die Chefredakteurin, trägt Bobby auf, ein Interview mit Paul Moore, dem Präsidenten der Schülervertretung, zu führen. Bobby versucht es, allerdings bekommt er keine vernünftige Geschichte aus ihm heraus. Außerdem wird er von Pauls Freunden gemobbt. Am nächsten Morgen entdeckt Rektor Kirkpatrick, dass die SAT-Tests aus einem Safe im Büro gestohlen wurden. Kirkpatrick greift sich die „üblichen Verdächtigen“ unter den Schülern, unter anderem Bobby, um sie zu verhören. Die Befragten können alle ihre Unschuld beweisen, aber Kirkpatrick warnt, dass er sie von nun beobachten wird.
Als die Schülersprecherin Francesca Bobby überredet, bei der Wiederbeschaffung des Tests zu helfen, wittert Bobby eine Story. Er unternimmt eine Reihe von Ermittlungen und konstruiert schließlich eine Verbindung zu Paul, der Schulsprecher und Freund Francescas ist. Dann schreibt er einen Artikel, in dem er Paul direkt beschuldigt. Kirkpatrick zwingt daraufhin Paul, seinen Schrank zu öffnen, aus dem dann die Unterlagen herausfallen. Als Ergebnis seiner erfolgreichen Recherche wird Bobby einer der populärsten Schüler in St. Donovans. Clara entscheidet sich dazu, Bobbys Artikel an die Northwestern Universität weiterzuleiten, die ihn daraufhin zum Sommerprogramm einlädt. Bobby gewinnt den Respekt der gesamten Fakultät bis hin zu Rektor Kirkpatrick.
Je größer Bobbys Popularität wird, desto größer wird seine Skepsis, ob alles mit rechten Dingen zugegangen ist. Paul stellt Bobby zur Rede und beteuert seine Unschuld. Bobby fragt sich, ob der Präsident tatsächlich ein Dieb ist oder das Opfer einer Verschwörung. Er erforscht Pauls Freunde noch intensiver, die alle Mitglieder der Schülervertretung sind. Bobby, der mittlerweile der neue Freund von Francesca ist, entdeckt während seiner Fahrprüfung, dass die Gebrüder Mullen, zusammen mit dem Schatzmeister der Schule, mehrere Apotheken besuchen, um verschreibungspflichtige Drogen zu kaufen. Sie benutzen dabei einen Rezeptblock ihres Vaters. Durch weiteres Recherchieren findet Funke heraus, dass an der Schule schon seit einiger Zeit ein Drogenhandel läuft, und dass die Mullen-Brüder, der Schatzmeister und Marlon Piazza die SATs gefälscht haben, damit schwächere Schüler wegen ihrer Depressionen ihre Drogen kaufen müssen. Da Paul Moore dies schon früher herausgefunden hatte, wurde ihm der Diebstahl angehängt. Marlon und Francesca sind Stiefgeschwister und Bobby entdeckt zufällig, dass die beiden eine Affäre haben. Erst jetzt wird ihm klar, dass auch Francesca zu den Tätern gehört und er von Francesca die ganze Zeit an der Nase herumgeführt wurde und nur die Informationen bekam, die er auch finden sollte.
Bobby enthüllt dies alles gegenüber Marlon, als er sich mit ihm im Büro des Rektors befindet. Marlon droht Bobby, er würde ihn aus dem Fenster werfen und es als einen Selbstmord darstellen. Diese Drohung und die damit einhergehende Beichte Marlons wird aber über die hauseigene Lautsprecheranlage übertragen und von allen gehört. Bobbys Freunde und der Rektor stürmen ins Büro, gefolgt von Francesca und anderen Schülern. Sie retten ihn, bevor Marlon ihn aus dem Fenster werfen kann. Francesca versucht Bobbys Vertrauen wiederzugewinnen, bevor sie von Kirkpatrick bestraft wird. In der Schlussszene spaziert Bobby Funke mit Clara Diaz über den Gang.

## Kritiken
Justin Chang schrieb am 24. Januar 2008 in der Online-Ausgabe der Zeitschrift Variety, Assassination of a High School President vermische Elemente eines High-School-Films mit einem Film noir und entspreche dem Mainstream. Der Film leide unter Schwächen solcher Hybriden und stecke zwischen der ernsthaften Umsetzung der Prämisse und deren Parodie. Die Drehbuchautoren hätten mit Anspielungen Chinatown und andere „Klassiker des Genres der Kriminalfilme“ zitiert.
Die Organisatoren des Sundance Film Festivals schrieben, der Film sei „kompliziert handgemacht“ und beinhalte zahlreiche Wendungen. Sie lobten die „perfekte“ Besetzung, die eine „höllische“ High School kreieren würde, an der alles möglich zu sein scheine.

## Hintergründe
Der Film wurde in Bayonne (New Jersey), in Clifton (New Jersey), in Hoboken (New Jersey), in Jersey City und in New York City gedreht. Die Weltpremiere fand am 23. Januar 2008 auf dem Sundance Film Festival statt. Aufgrund finanzieller Probleme der Produktionsfirma kam der Film in den USA nicht in die Kinos, sondern erschien im Oktober 2009 direkt auf DVD. Der Film erschien in Deutschland unter dem Titel Lange Beine, kurze Lügen und ein Fünkchen Wahrheit… direkt auf DVD & Blu-ray und als Verleihversion am 7. Januar 2010.